# Scionzier
Scionzier település Franciaországban, Haute-Savoie megyében. Lakosainak száma 9074 fő (2022. január 1.). Scionzier Cluses, Marnaz, Nancy-sur-Cluses, Le Reposoir és Thyez községekkel határos.

## Népesség
A település népessége az elmúlt években az alábbi módon változott:
| Lakosok száma | 7876 | 8457 | 8636 | 8683 | 8808 | 8932 | 9057 | 9059 | 9074 |
|               | 2013 | 2015 | 2016 | 2017 | 2018 | 2019 | 2020 | 2021 | 2022 |